# Landesliga Braunschweig
A Landesliga Braunschweig ( em português: Liga estadual Braunschweig), antigamente chamada de Bezirksoberliga Braunschweig , é a sexta divisão de futebol da Alemanha e a segunda liga mais alta no estado alemão da Baixa Saxônia (em alemão: Niedersachsen ). Abrange a região do agora extinto Regierungsbezirk Braunschweig .
É uma das quatro ligas na Baixa Saxônia, sendo as outras três a Landesliga Lüneburg, a Landesliga Weser-Ems e a Landesliga Hannover .

## Visão geral

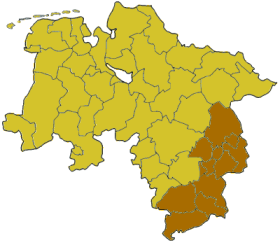
Mapa da Baixa Saxônia: Posição da região de Braunschweig destacada

A história da liga remonta a 1979, quando quatro novas Bezirksoberligas (Braunschweig, Hannover, Lüneburg e Weser-Ems) foram formadas no estado da Baixa Saxônia. As Bezirksoberligas (6ª divisão) foram definidas abaixo da Verbandsliga Niedersachsen (4ª divisão) e das duas Landesligas (5ª divisão) no sistema da liga alemã de futebol . Em 1994, as duas antigas Landesligas foram dissolvidas, enquanto as quatro Bezirksoberligas foram renomeadas para Landesliga Braunschweig, Landesliga Hannover, Landesliga Lüneburg e Landesliga Weser-Ems, respectivamente. Devido à introdução da nova Regionalliga (IV), as novas Landesligas ainda permaneceram na 6ª divisão do futebol alemão.
Em 2006, a Landesliga foi renomeada para Bezirksoberliga . A nova Bezirksoberliga Braunschweig era composta por quinze clubes, dois da Verbandsliga Niedersachsen-Ost, onze da Landesliga e um das duas Bezirksligas cada. A liga foi formada em uma reorganização do sistema de ligas na Baixa Saxônia, em que as quatro Landsligas regionais foram substituídas pelas Bezirksoberligas . Abaixo destes, o número de Bezirksligas foi aumentado. Em Braunschweig, as duas Bezirksligas foram ampliadas para quatro, como nas demais regiões, exceto Weser-Ems, que foi ampliada para cinco.
A Bezirksoberliga, como a Landesliga antes dela, foi definida em um sistema de liga abaixo da Verbandsliga e acima das agora quatro Bezirksliga, que foram numeradas de um a quatro. Os vencedores da Bezirksoberliga foram promovidos diretamente para a Verbandsliga, enquanto os últimos foram rebaixados para a Bezirksliga em números variados. A Bezirksoberliga Weser-Ems e o Hannover formam o nível mais baixo da Verbandsliga West, enquanto os de Lüneburg e Braunschweig formam o nível inferior da divisão Verbandsliga East.
Na primeira temporada da liga, 2006-07, o vice-campeão da liga, SCW Göttingen, também foi promovido, assim como o vice-campeão de Lüneburg.  Na temporada seguinte, apenas os campeões da liga foram promovidos, enquanto, em 2009, o Lupo Martini Wolfsburg subiu de escalão como vice-campeão.
No final da temporada 2007/08, com a introdução da 3. Liga, a Verbandsliga foi renomeada para Oberliga Niedersachsen-Ost .
Após a temporada 2009/10, as duas Oberligas ( em inglês:  Premier league) da Baixa Saxônia foram fundidas em uma única divisão. Os quatro campeões da Bezirksoberliga naquela temporada não foram promovidos automaticamente, mas tiveram que competir com os quatro times colocados em nono e décimo na Oberliga por  quatro vagas neste campeonato.
Em 17 de maio de 2010, a associação de futebol da Baixa Saxônia decidiu renomear as quatro Bezirksoberligas para Landesligas a partir de 1º de julho de 2010. Essa mudança de nome veio junto com a fusão das duas divisões da Oberliga acima dela na Oberliga Niedersachsen .

## campeões
Os campeões da Bezirksoberliga e Landesliga Braunschweig desde 1979:

### Bezirksoberliga Braunschweig 1979–1994
- 1980: 1. SC Göttingen 05 II
- 1981: SVG Einbeck
- 1982: VfR Eintracht Wolfsburg
- 1983: Vorwärts Gebhardshagen
- 1984: TSG Hannoversch Münden
- 1985: Sportfreunde Salzgitter
- 1986: FC Schöningen 08
- 1987: VfR Langelsheim
- 1988: SV Union Salzgitter
- 1989: Braunschweiger SV 22
- 1990: VfB Peine
- 1991: SV Südharz Walkenried
- 1992: Tuspo Petershütte
- 1993: SSV Vorsfelde
- 1994: Goslarer SC 08

### Landesliga Braunschweig 1994–2006
- 1995: VfL Wolfsburg Am.
- 1996: SVG Einbeck
- 1997: Braunschweiger SV 22
- 1998: TSV Holtensen
- 1999: Grün-Weiß Vallstedt
- 2000: FT Braunschweig
- 2001: BSV Ölper 2000
- 2002: Eintracht Northeim
- 2003: SC Weende
- 2004: TSV Helmstedt
- 2005: Goslarer SC 08
- 2006: VfB Fallersleben

### Bezirksoberliga Braunschweig 2006–2010
| Temporada | campeões                 | vice-campeão           | Terceiro               |
| --------- | ------------------------ | ---------------------- | ---------------------- |
| 2006–07   | SSV Vorsfelde            | SCW Göttingen          | Lupo Martini Wolfsburg |
| 2007–08   | Goslarer SC 08           | SVG Göttingen          | TuSpo Petershütte      |
| 2008–09   | SVG Göttingen            | Lupo Martini Wolfsburg | MTV Wolfenbüttel       |
| 2009–10   | SV Dostluk Spor Osterode | MTV Wolfenbüttel       | TSV Hillerse           |

### Landesliga Braunschweig 2010–presente
| Temporada | campeões                                                           | vice-campeão                                                       | Terceiro                                                           |
| --------- | ------------------------------------------------------------------ | ------------------------------------------------------------------ | ------------------------------------------------------------------ |
| 2010–11   | RSV Göttingen 05                                                   | SC Acosta Braunschweig                                             | FT Braunschweig                                                    |
| 2011–12   | Lupo Martini Wolfsburg                                             | FT Braunschweig                                                    | SSV Kästorf                                                        |
| 2012–13   | FT Braunschweig                                                    | TuSpo Petershütte                                                  | SVG Göttingen                                                      |
| 2013–14   | Eintracht Northeim                                                 | MTV Wolfenbüttel                                                   | SVG Göttingen                                                      |
| 2014–15   | SVG Göttingen                                                      | SSV Vorsfelde                                                      | FC Braunschweig Süd                                                |
| 2015–16   | MTV Gifhorn                                                        | SSV Vorsfelde                                                      | SV Lengede                                                         |
| 2016–17   | SSV Vorsfelde                                                      | SCW Göttingen                                                      | MTV Wolfenbüttel                                                   |
| 2017–18   | MTV Wolfenbüttel                                                   | TSC Vahdet Braunschweig                                            | FT Braunschweig                                                    |
| 2018–19   | FT Braunschweig                                                    | SSV Kästorf                                                        | SVG Göttingen 07                                                   |
| 2019–20   | SVG Göttingen 07                                                   | SSV Kästorf                                                        | TSC Vahdet Braunschweig                                            |
| 2020–21   | Temporada reduzida e anulada pela pandemia de COVID-19 na Alemanha | Temporada reduzida e anulada pela pandemia de COVID-19 na Alemanha | Temporada reduzida e anulada pela pandemia de COVID-19 na Alemanha |
| 2021–22   | FSV Schöningen                                                     | SSV Vorsfelde                                                      | SV Lengede                                                         |
| 2022–23   | SSV Vorsfelde                                                      | MTV Wolfenbüttel                                                   | SSV Nörten-Hardenberg                                              |

- Equipes promovidas em negrito .